# Jana Adámková
Jana Adámková (Brno, 27 gennaio 1978) è un arbitro di calcio ed ex calciatrice ceca, di ruolo portiere.

## Carriera

### Arbitro
Dal 2007 è iscritta come assistente del campionato ceco di calcio, dove fa il suo esordio in quello stesso anno in Fotbalová národní liga, secondo livello del campionato nazionale.
A livello internazionale, sempre dal 2007 è selezionata come arbitro per gli incontri di calcio femminile organizzati dalla UEFA.